# Songs from the Southland
| Kritiken                   | Kritiken | Kritiken         |
| Medium                     | Rating | Kritiker         |
| -------------------------- | --- | ---------------- |
| Kleine Zeitung             | Sternsymbol · Sternsymbol · Sternsymbol · Sternsymbol · Sternsymbol                                                                       | WT               |
| Jazzzeit                   | Sternsymbol · Sternsymbol · Sternsymbol · Sternsymbol · Sternsymbol                                                                       | je               |
| Concerto                   | Sternsymbol · Sternsymbol · Sternsymbol · Sternsymbol · Sternsymbol                                                                       | DiHo             |
| Wienerin                   | Sternsymbol · Sternsymbol · Sternsymbol · Sternsymbol · Sternsymbol                                                                       | Peter Hiess      |
| The Montreal Gazette       | Sternsymbol · Sternsymbol · Sternsymbol · Sternsymbol · Sternsymbol                                                                       | Mike Regenstreif |
| BT                         | Sternsymbol · Sternsymbol · Sternsymbol · Sternsymbol · Sternsymbol                                                                       | Henning Høeg     |
| Heaven                     | Sternsymbol · Sternsymbol · Sternsymbol · Sternsymbol · Sternsymbol                                                                       | Ruud Heijjer     |
| Twentsche Courant Tubantia | Sternsymbol · Sternsymbol · Sternsymbol · Sternsymbol · Sternsymbol                                                                       |                  |
| Blues in Britain           | Sternsymbol · Sternsymbol · Sternsymbol · Sternsymbol · Sternsymbol · Sternsymbol · Sternsymbol · Sternsymbol · Sternsymbol · Sternsymbol | Bob Tilling      |

Songs from the Southland ist das 16. Album des niederländisch-österreichischen Blues-Musikers Hans Theessink, das 2003, fünf Jahre nach seinem letzten Album Lifeline, veröffentlicht wurde. 2004 wurde er dafür mit dem Amadeus Austrian Music Award ausgezeichnet.

## Hintergründe
Songs from the Southland wurde im Sommer und Herbst 2002 im Tonstudio Ollersbach in Österreich aufgenommen und besteht hauptsächlich aus Interpretationen traditioneller Lieder aus den Südstaaten der USA. Auf dem Album befindet sich mit Rained Five Days nur eine Eigenkomposition von Hans Theessink und mit John Fogertys A Hundred And Ten In The Shade aus dem Jahr 1997 nur ein weiteres Lied neueren Datums.
Die meisten der dargebotenen Lieder sind dem nicht-fachkundigen Publikum wohl eher unbekannt. Die Ausnahmen bilden das sehr häufig gecoverte I’m So Lonesome I Could Cry, das im Gegensatz zu allen anderen Liedern als einziges dem Country zuzuordnen ist, sowie Where Did You Sleep Last Night (hier: My Girl), das vor allem aufgrund der Unplugged-Interpretation Nirvanas zu großer Bekanntheit gelang.
Die Instrumentierung ist auf das Notwendigste reduziert, d. h. alle Interpretationen beschränken sich im Wesentlichen auf Hans Theessinks Gitarrenspiel und Gesang (und zweimaligen Einsatz der Mundharmonika) mit gelegentlicher Unterstützung von Kontrabass, Tuba und einem Chor von Backgroundsängerinnen unter der Leitung von Linda Tillery.

## Titelliste
| #  | Song                           | Original              | Länge |
| -- | ------------------------------ | --------------------- | ----- |
| 1  | St. James Infirmary*           | Joe Primrose          | 6:47  |
| 2  | My Girl                        | Leadbelly             | 4:40  |
| 3  | Mercury Blues                  | K. C. Douglas         | 3:00  |
| 4  | A Hundred and Ten in the Shade | John Fogerty          | 4:33  |
| 5  | From Four Til Late             | Robert Johnson        | 6:03  |
| 6  | 61 Highway                     | Fred McDowell         | 5:54  |
| 7  | He Was a Friend of Mine        | Traditional           | 2:43  |
| 8  | Green Green Rocky Road         | Traditional           | 3:04  |
| 9  | Hard Time Killing Floor        | Skip James            | 5:43  |
| 10 | M&O Blues                      | Willie Brown          | 4:39  |
| 11 | Rained Five Days               | Hans Theessink        | 4:59  |
| 12 | I’m So Lonesome I Could Cry    | Hank Williams         | 3:42  |
| 13 | Hesitation Blues               | Reverend Gary Davis   | 4:16  |
| 14 | Frankie & Albert               | Mississippi John Hurt | 3:13  |

Anmerkungen:
- St. James Infirmary: Im Gitarrensolo wird Greensleeves zitiert.
- He Was a Friend of Mine ist Dave Van Ronk gewidmet.